# Хиперинфлация
Хиперинфлация в икономиката настъпва, когато в дадена страна има висока и ускоряваща се инфлация (обикновено над 50% месечно или около 13000% годишно), която кара населението да не държи пари у себе си. В такива условия общото ниво на цените бързо расте, защото официалната валута бързо губи стойността си Същевременно стойността на стоките остава стабилна, измерено в чужда валута.
За разлика от нормалната инфлация, при която увеличението на цените е постепенно и общо взето не така забележимо, при хиперинфлацията има рязко и бързо увеличение на цените на стоките и на паричната маса,.
Хиперинфлацията често се асоциира с войни, със следвоенни години, социални и политически безредици или други кризи, които правителствата не успяват да овладеят чрез събирането на данъци. Рязък спад в събираемостта на данъците в съчетание със стремеж за поддържане на статуквото биха могли да дадат директен тласък на хиперинфлация.
Явлението хиперинфлация се заражда и достига зенита си през 20 век. Първата страна, изпитала хиперинфлация, е Русия след революцията. Тогава комунистическото правителство отпечатва и пуска в обращение огромно количество банкноти. Твърде скоро обаче 10 000 нови рубли имат покупателната способност на една царска рубла. Идеята за справяне с положението била, след като гражданите откажат да използват напълно обезценените банкноти, да се въведат купони, с които всеки ще получава каквото му е необходимо – храна, дрехи, жилище. Само след няколко години обаче съветското ръководство разбира, че новата държава не може да функционира без пари и през 1921 г. се предприемат стъпки за нова финансова система.
Друг пример за хиперинфлация са Германия и разчленената след края на Първата световна война Австро-унгарска империя. Първа рязко започва да губи стойността си отслабената австрийска крона, като от довоенното си ниво от 4,9 за щатски долар кроната се срива на 70 000 за долар през 1922 г., но австрийското правителство успява да я овладее. Инфлацията в Австрия обаче е само прелюдия към сгромолясването на германската и унгарската валута.
По силата на Версайския договор Германия трябва да изплати репарации в размер на 132 милиарда златни марки (равняващи се на 33 милиарда щатски долара тогава или на 442 милиарда щатски долара през 2012 г.), която е два пъти по-голяма от годишния национален доход. По силата на допълнителни рестриктивни клаузи германската продукция не може да бъде продавана на справедливи пазарни цени и правителството на Ваймарската република се вижда принудено да печата банкноти без златно покритие. В резултат на това през 1922 г. парите започват стремително да се обезценяват и много скоро обезценяването достига милиони, милиарди и трилиони пъти. Ако в края на войната един долар се разменя за 4 марки, през юни 1922 обменният курс е 393 марки за долар, на 1 януари 1923 е 17 892, през ноември същата година хиперинфлацията достига своя връх и за да се купи един долар са необходими 4,2 трилиона (4 200 000 000 000) марки. Стока, която в края на войната е струвала 1 марка, през 1923 г. има цена 726 милиарда. С цел да спре хиперинфлацията, натрупана през 1922 – 1923 г. в Германия, през 1923 г. правителството въвежда рентна марка като преходна валута. Курсът на рентната марка към хартиената съставил 1:1 000 000 000 000. Така новата валута ликвидира 12 нули на банкнотите. Обменният курс на рентната марка спрямо американския долар е бил 4,2 RM към един долар.